# Guillaume Rozier
Pour les articles homonymes, voir Rozier.
Guillaume Rozier, né le 28 avril 1996, est un ingénieur en informatique, agrégateur de données et consultant en science des données français, actuellement conseiller du président de la République française.
Il est à l'origine du site web d'agrégation de données ouvertes sur la pandémie de Covid-19 CovidTracker, et des outils VaccinTracker et ViteMaDose présents sur ce site ainsi que de TrackMyWatt, un site de suivi en temps réel de la puissance électrique consommée en France.

## Biographie

### Famille et enfance
Guillaume Rozier, naît en avril 1996 d'un père informaticien, et d'une mère professeure de physique.
Adolescent, il dit s'intéresser de près aux phénomènes climatiques et météorologiques, à la physique et aux mathématiques.

### Formation
Très tôt attiré par les nouvelles technologies, Guillaume Rozier ne se considère pas « geek », ne sachant pas programmer lorsqu'il obtient le baccalauréat scientifique. Après des classes préparatoires aux grandes écoles au lycée Champollion de Grenoble, Guillaume Rozier intègre en 2016 Télécom Nancy, une école d'ingénieurs associée de l'Institut Mines-Télécom (IMT), et en sort diplômé en 2020. Il est également titulaire depuis 2020 d'un double diplôme ingénieur-manager de l'Institut Mines-Télécom Business School avec un semestre d'échange à Virginia Tech en master en administration des affaires (MBA) en 2019. Lors de ses études à Télécom Nancy, il étudie le big data appliqué au domaine biomédical et participe au développement d'un moteur de recherche intelligent médiateur de bases de données médicales.

### Carrière
Guillaume Rozier a travaillé pour le cabinet de conseil spécialisé dans la transformation numérique, Octo Technology, filiale du groupe américain Accenture, qui est l'une des sociétés mentionnées par la Commission des finances du Sénat pour avoir été « retenue à prix d'or » [citation nécessaire] pour la gestion de la pandémie de Covid-19.
Le 2 mars 2023, il est nommé conseiller d'Emmanuel Macron sur la stratégie numérique.

## Agrégateur de données
« Grâce à la quantité de data disponibles en 2020 », Guillaume Rozier se spécialise dans le traitement des données disponibles grâce aux données ouvertes (open data). C'est notamment le cas au moment des proclamations des résultats des élections américaines en 2020.
Après un stage de fin d'études d'ingénieur de data scientist à la branche luxembourgeoise de BNP Paribas, il voit un simple graphique comparant la situation inquiétante en Italie avec celle de la France. Il la partage sur Twitter et a l'idée du site web CovidTracker : « J’aurais dû être en stage dans une banque au Luxembourg, mais je ne pouvais pas y aller… alors, plutôt que de regarder des séries sur Netflix, tout en télétravaillant, j’ai commencé à agréger les données relatives à la pandémie ». Il crée un site qu'il pense temporaire et y met en ligne les résultats de ses travaux. CovidTracker.fr voit le jour fin avril 2020, codé avec huit autres bénévoles, qui a pour but de compiler les données officielles sur l'épidémie de Covid-19.
Se décrivant comme « plutôt timide », il tient à rappeler qu'il n'est « ni médecin, ni modélisateur, ni professeur de santé publique » et ajoute : « Mon seul moteur, c’est d’informer les gens »,.
Il déclare que « Le pouvoir des données est immense pour nous aider à prendre des décisions et à avoir une meilleure qualité de vie. J’en ai fait mon métier » et réaffirme son intérêt pour la donnée ouverte : « L’Open Data est une arme contre le complotisme et les personnes qui ne croient pas en les chiffres puisque ça amène la possibilité de vérifier ces chiffres et donc d’éliminer les doutes ». Le quotidien Les Échos le qualifie de « data scientist le plus médiatisé du moment ».
Dans une chronique pour Les Échos, Jean-Marc Vittori voit dans les initiatives de Guillaume Rozier ce que sera le service public de demain, « associant ressources publiques et initiatives privées ».

## CovidTracker

Logo de CovidTracker.

Guillaume Rozier se fait connaître par l'application CovidTracker qui répertorie toutes les données sur la pandémie en France, puis il est à l'origine de l'outil ViteMaDose qui permet de simplifier l'accès aux vaccins contre la Covid-19 pour les personnes éligibles.
Guillaume Rozier publie le site web CovidTracker le 6 mars 2020 afin de répertorier chaque jour les chiffres de la pandémie. De nombreux aspects de la pandémie (évolution des cas positifs, des hospitalisations, des personnes en réanimation, des décès quotidiens selon les départements ou les régions) y sont décryptés par des graphiques ou des cartes interactives.
En novembre et décembre 2020, le site enregistre 700 000 visiteurs uniques mensuels en moyenne et près de 15 millions de visites mensuelles.
De nombreux autres amateurs et sites web proposent un suivi de la pandémie sous forme de graphes et de cartes durant cette période, comme John Burn-Murdoch pour le Financial Times, Guillaume Saint-Quentin un ingénieur dans le domaine des transports à Lyon « devenu une référence des graphiques Covid-19 » en octobre 2020, Germain Forestier un enseignant en école d'ingénieur à Mulhouse devient « une référence en matière de graphiques » sur la pandémie et son travail est repris par le ministre de la Santé Olivier Véran ; et plus généralement s'est développée « une communauté de gens qui analysent » les données de Santé publique France.
Dès le 26 mars 2020, des dizaines de réutilisations des données de Santé publique France sont répertoriées sur le site du gouvernement data.gouv.fr.[non pertinent]
En octobre 2020, un outil de calcul du risque de contamination est créé par Guillaume Rozier et Elias Orphelin, fils de Matthieu Orphelin, et mis en ligne sur CovidTracker. Cet outil permet de calculer la probabilité qu'une personne contaminée à la Covid-19 se trouve dans une foule dont l'utilisateur peut saisir la taille.
L'épidémiologiste Catherine Hill remet en question la pertinence et la fiabilité de cet outil, en notant que « Ça n’a aucun intérêt car les données prises en compte ne sont pas les bonnes ».
Le 27 décembre 2020, la rubrique VaccinTracker est lancée sur CovidTracker. Elle permet de suivre l'avancée de la campagne vaccinale en France. Initialement seule source de données sur la vaccination, il est plus tard révélé que Guillaume Rozier avait dès le 30 décembre 2020 un accès privilégié au directeur du cabinet d'Olivier Véran, le ministre de la Santé,.
L'équipe du ministère nie avoir communiqué des données en exclusivité, tandis que Guillaume affirme avoir reçu ces données de manière privilégiée : « Tous les médias me demandaient d’où je tenais ces chiffres », assure-t-il. « J’avais l’exclusivité. La situation était rêvée pour moi, mais elle n’était pas saine sur le long terme. Je demandais régulièrement au cabinet ministériel que ces données soient publiques ».
Le 11 janvier 2021, Guillaume Rozier met fin à ce partenariat, et les données de vaccination sont communiquées publiquement par le ministère le même jour.
En mai 2021, Guillaume Rozier affirme n'avoir reçu aucun investissement ni rémunération de l'État pour son travail sur les différents outils de CovidTracker, mais dit avoir reçu des dons privés dont il refuse de communiquer le montant. Il dit avoir également reçu des dons en nature de la part d'entreprises privées permettant l'hébergement de ses différents sites.
Le 9 février 2022, il est auditionné par la commission des Affaires sociales du Sénat concernant l'analyse de données relatives à la santé.
Les données de CovidTracker ne sont plus mises à jour entre le 31 mars 2023 et le 30 avril 2023 selon les cartouches; beaucoup des données par départements sont arrêtées entre mars et octobre 2022. Un lien avec les données mondiales de l'OMS reste actif en juillet 2023.

### ViteMaDose
Le 1er avril 2021, Guillaume Rozier annonce sur Twitter la mise en ligne de l'outil Vite Ma Dose sur le site CovidTracker.
L'outil est développé en open source, son développement repose sur le concours de bénévoles, le site citant « au moins 82 bénévoles » le 28 mai 2021. L'application regroupe les créneaux libres après les avoir recherchés sur les sites web qui permettent la réservation pour les vaccinations. Une semaine plus tard, ViteMaDose totalise 1,5 million de visiteurs. L’interface s’améliore grâce à la contribution des bénévoles. Ainsi, le temps mis pour mettre à jour les rendez-vous disponibles est passé de cinq heures dans la première version, à seulement une minute.
Six jours après le lancement de VaccinTracker, le ministre de la Santé Olivier Véran le contacte « pour le féliciter de son initiative et lui réexpliquer les différentes problématiques ».
Deux jours après le lancement de ViteMaDose, Guillaume Rozier reçoit un message d'Emmanuel Macron tenant à le féliciter personnellement « d’avoir créé des outils précieux pour les Français dans la crise sanitaire ». Le président Emmanuel Macron « choisit de mettre en avant la plateforme bénévole dans un tweet, aux dépens du site officiel ».

## TrackMyWatt
Le 7 octobre 2022, Guillaume Rozier lance TrackMyWatt, une application en ligne de suivi en temps réel de la puissance électrique consommée en France destinée à "éviter les pénuries de courant en hiver".
Toutefois, ce site TrackMyWatt s'arrête le premier jour de l'hiver, le 21 décembre 2022 à 10 h 30, ses données n'étant plus mises à jour depuis.

## Distinction
- Chevalier de l'ordre national du Mérite

Le 21 mai 2021, Guillaume Rozier est nommé « à titre exceptionnel » au grade de chevalier dans l'ordre national du Mérite.